# So in Love
So in Love est un album studio de la chanteuse de jazz Roberta Gambarini sorti en 2009.

## Liste des pistes
1. So in love (3:08)
2. Day in day out (2:53)
3. Get out of town (5:09)
4. Crazy (5:03)
5. That old black magic (3:42)
6. Estate (4:52)
7. Golden slumbers / Here, there and everywhere (5:02)
8. I see your face before me (6:24)
9. From this moment on (5:05)
10. You must believe in spring (6:32)
11. This is always (4:46)
12. You ain't nothin' but a jamf (5:39)
13. Medley from Cinema Paradiso (6:47)
14. Over the rainbow (4:01)